# How Callahan Cleaned Up Little Hell
How Callahan Cleaned Up Little Hell è un cortometraggio muto del 1915 diretto da Tom Santschi.

## Produzione
Il film fu prodotto dalla Selig Polyscope Company.

## Distribuzione
Distribuito dalla General Film Company, il film - un cortometraggio in tre bobine - uscì nelle sale cinematografiche statunitensi il 3 giugno 1915.